# Vincenzo Capelli (canottiere)
Vincenzo Maria Capelli (Roma, 26 ottobre 1988) è un canottiere italiano.

## Palmarès

### Mondiali
- 2 medaglie:
  - 1 oro (Bled 2011 nel due con)
  - 1 bronzo (Rotterdam 2016 nel due con)

### Europei
- 1 medaglia:
  - 1 argento (Varese 2012 nell'otto)